# Piletosoma novalis
Piletosoma novalis là một loài bướm đêm trong họ Crambidae.